# Борелівська сигма-алгебра
Борелівська сигма-алгебра — це мінімальна сигма-алгебра, така, що містить всі відкриті підмножини  топологічного простору (відповідно, вона містить і всі замкнуті). Елементи даної сигма-алгебри називаються борелівськими множинами.
Якщо не обумовлене протилежне, як топологічний простір виступає множина дійсних чисел.
Борелівська сигма-алгебра зазвичай виступає в ролі сигма-алгебри випадкових подій ймовірнісного простору. 
У борелівській сигма-алгебрі на прямій або на відрізку міститься велика кількість «простих» множин: всі інтервали, напівінтервали, відрізки і їх злічені об'єднання.
Алгебра була названа на честь Бореля.

## Спорідненні поняття
- Функція Бореля — відображення одного топологічного простору в інший (зазвичай обидва є просторами дійсних чисел, для якого прообраз будь-якої борелівської множини є борелівська множина).

## Властивості
- Всяка борелівська множина на відрізку є вимірною щодо міри Лебега, але зворотне невірно.

## Приклад вимірної за Лебегом, але не борелівської множини
Розглянемо функцію {\displaystyle f(x)={\frac {1}{2}}(x+c(x))} на відрізку {\displaystyle [0,\;1]}, де {\displaystyle c(x)} — функція Кантора. Міра образу множини Кантора рівна {\displaystyle {\frac {1}{2}}}, а значить, міра образу її доповнення також рівна {\displaystyle {\frac {1}{2}}}. Функція {\displaystyle f(x)} монотонна, значить, вона вимірна і існує обернена до неї функція. Оскільки міра образу канторової множини ненульова, в ній можна знайти невимірну множину {\displaystyle A}. Тоді образ {\displaystyle A} при відображенні {\displaystyle f^{-1}} буде вимірним (оскільки він лежить в канторовій множині, міра якої нульова), але не буде борелівською (оскільки інакше {\displaystyle A} була б вимірною як прообраз борелівської множини при вимірному відображенні).